# Karl-Arne Holmsten
Karl-Arne Holmsten, né le 14 août 1911 à Uppsala et mort le 22 février 1995 à Lidingö, est un acteur suédois de cinéma.

## Filmographie partielle
- 1939 : Emilie Högquist de Gustaf Molander
- 1940 : Hanna i societén de Gunnar Olsson
- 1944 : L'Empereur du Portugal de Gustaf Molander
- 1947 : Un invité va venir d'Arne Mattsson
- 1950 : La Fille aux jacinthes de Hasse Ekman
- 1950 : Fästmö uthyres de Gustaf Molander
- 1952 : L'Attente des femmes d'Ingmar Bergman
- 1952 : Säg det med blommor de Lars-Eric Kjellgren
- 1958 : Le Mannequin en rouge d'Arne Mattsson
- 1958 : La Femme vêtue de noir d'Arne Mattsson
- 1961 : Ljuvlig är sommarnatten d'Arne Mattsson
- 1963 : Den gula bilen d'Arne Mattsson
- 1965 : Här kommer bärsärkarna d'Arne Mattsson